# Джуварлы, Чингиз Мехти оглы
Чингиз Мехти оглы Джуварлы (азерб. Çingiz Mehdi oğlu Cuvarlı; 1913—2000) — советский и азербайджанский электроэнергетик, учёный в области электрофизики и техники высоких напряжений, доктор технических наук, профессор, действительный член АН АзССР. Заслуженный деятель науки Азербайджанской ССР. Лауреат Государственной премии СССР, Государственной премии АзССР, Государственной премии УССР в области науки и техники

## Биография
Родился 1 мая 1913 года в городе Гянджа.
С 1931 по 1936 год обучался в Азербайджанском индустриальном институте.
С 1936 года на инженерной и исследовательской работе в производственном объединении «Азглавэнерго». Одновременно занимался научно-педагогической работой в  Азербайджанском индустриальном институте. С 1941 по 1946 год в период Великой Отечественной войны на работе в Кировабадской городской электрической сети в качестве главного инженера и директора.
С 1946 года по 2000 год - старший научный сотрудник Института физики Академии наук Азербайджанской ССР.  Организатор и первый руководитель научно-исследовательской лаборатории физики и техники высоких напряжений. В последующем являлся директором и научным консультантом этого института. Помимо основной деятельности, с 1993 года — член Азербайджанского национального комитета Мирового энергетического совета.

### Научная деятельность
Основная научная деятельность была связана с вопросами электроэнергетики, электрофизики и техники высоких напряжений. Занимался исследованиями в области применения разрядов и электрических полей в технологических процессах, расчётами электромагнитных процессов в сложных электрических сетях, а так же перенапряжений, в том числе вызванных заземляющими дугами. Осуществлял разработку теоретических основ выявления и подавления феррорезонанса в цепях с силовыми и измерительными трансформаторами и ограничения токов несимметричных коротких замыканий на землю. Данные научные исследования сыграли важную роль в повышении надёжности работы энергетической системы Советского Союза. 
Организатор и руководитель азербайджанской научной школы электрофизиков и высоковольтников.
Эксперт Высшей аттестационной комиссии СССР, член комиссии Государственного комитета по Ленинским и Государственным премиям СССР при СМ СССР, член комиссии Государственного комитета Совета Министров СССР по науке и технике, член методического совета по технике высоких напряжений Министерства высшего и среднего специального образования СССР.
В 1941 году защитил кандидатскую диссертацию. В 1959 году защитил докторскую диссертацию на соискание учёной степени доктор технических наук по теме: «Исследование перенапряжений от заземляющих дуг в изолированной сети». 
В 1970 году ему присвоено учёное звание профессор. В 1983 году был избран член-корреспондентом, а в 1989 году — действительным членом АН АзССР. 
Автор более двухсот научных работ, в том числе монографий и научных статей опубликованы в ведущих научных журналах.

## Награды и звания
- Орден Октябрьской революции
- Заслуженный деятель науки Азербайджанской ССР
- Государственная премия СССР
- Государственная премия Азербайджанской ССР
- Государственная премия УССР в области науки и техники
- Премия имени П. Н. Яблочкова АН СССР
- Большая Серебряная медаль ВДНХ — «За результаты работ по обезвоживанию нефти в поле импульсного напряжения биполярной волны»[1][2][3]